# Котопули, Марика
Марика Котопули (греч. Μαρίκα Κοτοπούλη, 3 мая 1887, Афины — 3 сентября 1954) — греческая актриса первой половины XX века.

## Биография
Родилась в семье актёров, и впервые на сцену вышла во время одной из гастролей родителей в спектакле «Кучер Альп». Марика совершила свой официальный дебют в Королевском театре в 1903 году. В 1906 году отправилась в Париж, чтобы получить профессиональное театральное образование. С 1908 года она имела собственную труппу и свой театр — Театр Котопули. В этот период она прилагала много усилий, чтобы опередить в соперничестве другую греческую актрису Кивели. Обе актрисы имели очень преданных поклонников, и во время Национального раскола их соперничество приобрело также политическую окраску: в то время как Кивели высказалась в поддержку Элефтериоса Венизелоса, Котопули стала символом роялистского лагеря. Кроме того, с 1912 года Котопули имела близкие романтические отношения с Ионом Драгумисом — основным оппонентом Венизелоса. Впрочем, в период 1932—1934 и 1950—1952 годов Котопули и Кивель успешно работали в совместных проектах.
В 1923 году Марика Котопули вышла замуж за Георгия Хелма. Совместно со Спиросом Меласом и Димитрисом Миратом, Котопули стала соучредителем и приняла участие в деятельности театра «Свободная сцена» (Ελεύθερη Σκηνή, основан в июне 1929 года; существовал до весны 1930), прежде чем приступать к турне в Соединенных Штатах . В 1933 году она сыграла роль в единственной киноленте за свою насыщенную карьеру — фильме греко-турецкого производства «Bad Road», основанном на романе Григориоса Ксенопулоса.
В 1936 усилиями Котопули был построен новый театр Rex на улице Панепистимиу в центре Афин специально для её труппы. В репертуар Котопули вошли многие классические спектакли, среди которых и старинные греческие, и современные, от Эсхила до Гёте и Ибсена. Этот театр и ныне носит название театра Рекс / Котопули и функционирует как филиал Национального театра Греции. В 1937 году в состав труппы Котопули была принята Смаро Стефаниду.
Последнее выступление Марики Котопули состоялось в Сиросе 24 марта 1953 года.

## Награды
Ещё при жизни Марика Котопули была награждена орденом короля Георга I в 1921 году. В 1923 года она была награждена знаком отличия Министерства образования Греции.

## Память
- В 1951 году была основана Премия Марии Котопули, которая вручается ведущим греческим актёрам.
- Старый дом отдыха Котопули в пригороде Афин Зографос был превращен в Музей Марики Котопули, который открылся в 1990 году.